# Чантурія Валентин Олексійович
Валентин Олексійович Чантурія (рос. Валентин Алексеевич Чантурия; нар. 15 жовтня 1938, Москва, СРСР) — радянський та російський вчений у галузі збагачення корисних копалин. Академік РАН (1994).

## Наукові праці
- Чантурия В. А. Химия поверхностных явлений при флотации. - М., Недра, 1977.
- Чантурия В. А . Электрохимия сульфидов. Теория и практика флотации. - М., Наука, 1993.
- Чантурия В. А. Вскрытие упорных золотосодержащих руд при воздействии мощных электромагнитных импульсов, ДАН, 1999, т.366, №5.
- Чантурия В. А. Теоретические основы повышения контрастности свойств и эффективности разделения минеральных компонентов, Цветные металлы, №9, 1998.
- Чантурия В. А., Бунин И. Ж., Ковалев А.Т., Копорулина Е. В. О процессах формирования микро- и нанофаз на поверхности сульфидных минералов при воздействии наносекундных электромагнитных импульсов // Известия РАН. Серия Физическая, том 76, №7, 2012.
- Чантурия В. А., Козлов А. П., Толстых Н.Д. Дунитовые руды – новый вид платиносодержащего сырья // ГИАБ, №1, 2011.